# Micromeria glomerata
Micromeria glomerata, conocida localmente como tomillo de risco o tomillo de Taganana, es una especie de planta con flores camaleófitas leñosas, perteneciente a la familia de las lamiáceas. Se trata de una especie endémica del noreste de la isla canaria de Tenerife, cuya descripción se realizó por primera vez en 1974, gracias al botánico Pedro Luis Pérez de Paz. Es una planta medicinal y aromática con unas flores rosa-púrpuras que crece a baja altura en las grietas de las laderas del área protegida del Parque rural de Anaga, ubicado en el macizo homónimo. El tallo flexible, puberuloso y con entrenudos puede llegar a medir entre 10 y 40 centímetros de altura. Por otro lado, las hojas son pequeñas y planas, de 8 mm de largo por 6 mm de ancho.
En 1991, R. H. Willemse la confundió con lo que él creía que era una nueva especie, por lo que le dio el nombre de Satureja anagae, aunque finalmente este fue rechazado. Su holotipo, que data del 27 de mayo de 1972, se guarda en el herbario de la Universidad de La Laguna. Debido a su pequeña distribución y a las amenazas a su hábitat, se considera en peligro crítico de extinción. Algunos jardines botánicos participan para conservarla, como el Conservatorio Botánico de Brest, que la incluyó en 2008.

## Descripción

### Aparato vegetativo

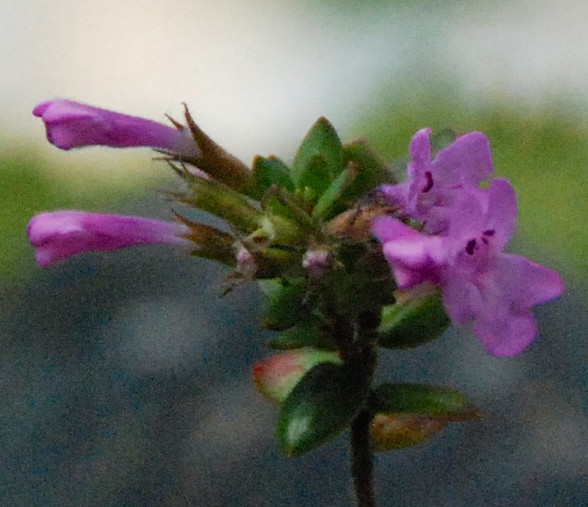
Flores y hojas de Micromeria glomerata en la parte superior de un tallo

Micromeria glomerata es una planta camaleófica, cuyo holotipo, recogido el 27 de mayo de 1972, se guarda en el herbario de la Universidad de La Laguna. Dependiendo de su hábitat, Micromeria glomerata produce tallos leñosos pequeños, simples o ramificados, verticales o ascendentes, de entre 10 y 40 centímetros sobre el suelo. Estos tallos son flexibles y puberulosos, con entrenudos muy cortos. Además, la corteza de los más viejos se vuelve roja. En la parte superior de los tallos, las ramificaciones son densas y bastante delgadas.
Las hojas son pequeñas y planas (8 milímetros de largo y 6 milímetros de ancho), ovaladas o lanceoladas (en forma de lanza), sésiles o ligeramente peciolas, nervomarginalizadas, estrechamente entrelazadas y frecuentemente teñidas de rojo por antocianinas, especialmente cuando están altamente expuestas al sol. Estos pigmentos desempeñan un papel fotoprotector: al absorber los rayos UV, reducen la fotoinhibición y la fotooxidación, actuando como escudo para el ADN y los componentes celulares. La parte inferior de las hojas es ligeramente tomentosa, y la superior glabra y de color verde brillante.

### Sistema reproductivo

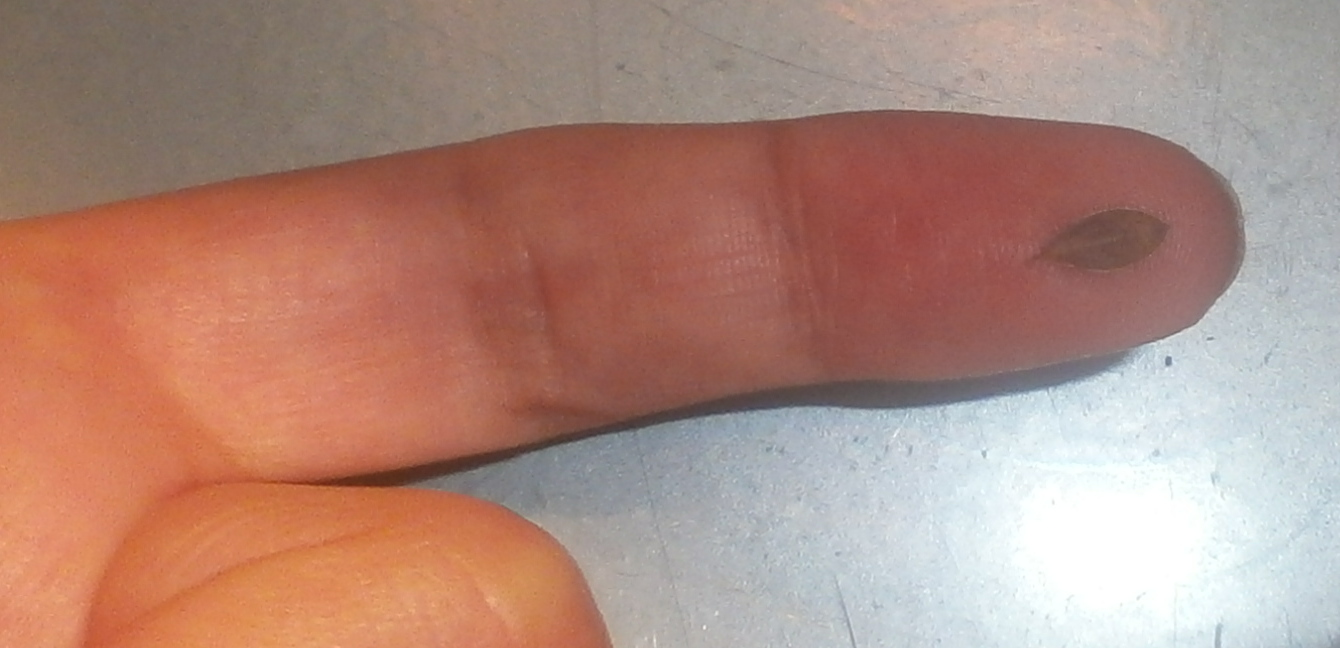
Comparación de Micromeria Glomerata con un dedo femenino

Las flores miden alrededor de un centímetro de largo y son de color rosa-púrpura; crecen agrupadas al final de las ramas anuales, vinculadas al ápice. De tres a diez flores pediceladas crecen sobre tallos pedunculados, las cuales tienen brácteas vellosas lanceoladas lineales de entre 2 y 6 milímetros de largo.
El spicaster —inflorescencias en los oídos de los verticilos— forma un anillo que oculta completamente las hojas. El cáliz tubular cilíndrico está ligeramente abocardado, con entre 13 o 15 costillas de aproximadamente 8 milímetros de ancho, bilabié y dientes subcutáneos, pilosos en el exterior, glabros en el interior y teñidos de rojo. La corola es aproximadamente dos veces más larga que el cáliz, morado, velludo en la parte superior externa del tubo y fuera del limbo foliar. Las núculas son oblongas.

## Evolución

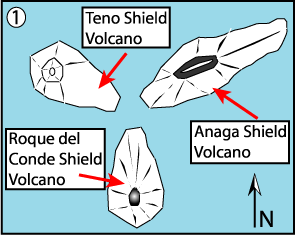
Imagen de las tres islas en el origen de la formación de Tenerife. Micromeria glomerata, desarrollada en Anaga, es la más antigua.

Un estudio filogenético de Micromeria ha demostrado que este género, aunque es monofilético, se ha dividido en dos subgéneros, uno exclusivo en la España peninsular y Marruecos, y el otro en las islas Canarias, incluyendo Tenerife. Asimismo, el subgénero canario se puede dividir en tres, gracias al análisis de los grupos de genes. Micromeria glomerata pertenece al grupo de las tres especies presentes en el Macizo de Anaga, mientras que las otras dos son Micromeria teneriffae y Micromeria rivas-martinezii. El conjunto al que pertenece la Micromeria glomerata es el más antiguo que se ha encontrado en el macizo de Anaga. El tiempo que separa a Micromeria glomerata del último ancestro común de su grupo es de alrededor de 8,4 millones de años, mientras que su versión más reciente tiene alrededor de 2,7 millones de años.
La especie fue descubierta oficialmente el 8 de febrero de 1972 por Pedro Luis Pérez de Paz durante una caminata. El 18 de marzo de ese mismo año Pedro tomó muestras de la planta y distinguió a Micromeria rivas-martinezii por sus caracteres morfológicos y su nicho ecológico. La especie se agregó oficialmente al catálogo de especies de Micromeria específicas de las islas Canarias dos años después.
El nombre Micromeria glomerata fue propuesto por su descubridor en 1974. Localmente, se le llama tomillo, tomillo de risco o tomillo de Taganana. En 1991, R. H. Willemse ofrece una descripción sobre lo que él cree que es una nueva especie, y le da el nombre de Satureja anagae. Sin embargo, resultó ser la misma especie que descubrió Pérez de Paz. El nombre sinónimo de Satureja anagae es rechazado en favor del de Micromeria glomerata. Por su parte, la clasificación filogenética de la especie lleva en discusión desde al menos agosto de 2015, debido a los recientes descubrimientos sobre la diversificación del género Micromeria.

## Distribución y hábitat

Ubicación del parque rural de Anaga y distribución de la especie según la UICN

Micromeria glomerata es endémica de la isla de Tenerife, en las islas Canarias, España. Crece a una altitud de entre 300 y 485 metros, en el área protegida del parque rural de Anaga, en el macizo de Anaga, cerca de Taganana. En 2004 se contabilizaron cerca de 490 ejemplares divididos en dos subpoblaciones con una tendencia a aumentar. Una de las subpoblaciones endémicas tiene 460 individuos, la siguiente tiene menos de 30.
Las plantas saxílicas crecen en rocas fonolíticas escarpadas y en grietas de laderas empinadas que se encuentran expuestas al norte y al noroeste. Hay dos subpoblaciones, la más grande cubre un área aproximada de 2 km². En total, el territorio cubre 6500 m².

## Biología
La floración se produce en primavera (mayo y junio) y la fructificación en verano (julio y agosto). Durante la dispersión, las semillas emergen del cáliz seco y salen volando. Micromeria glomerata pierde parcialmente sus hojas en verano, mientras que las restantes adquieren un color rojizo persistente muy característico.

## Amenazas y protección

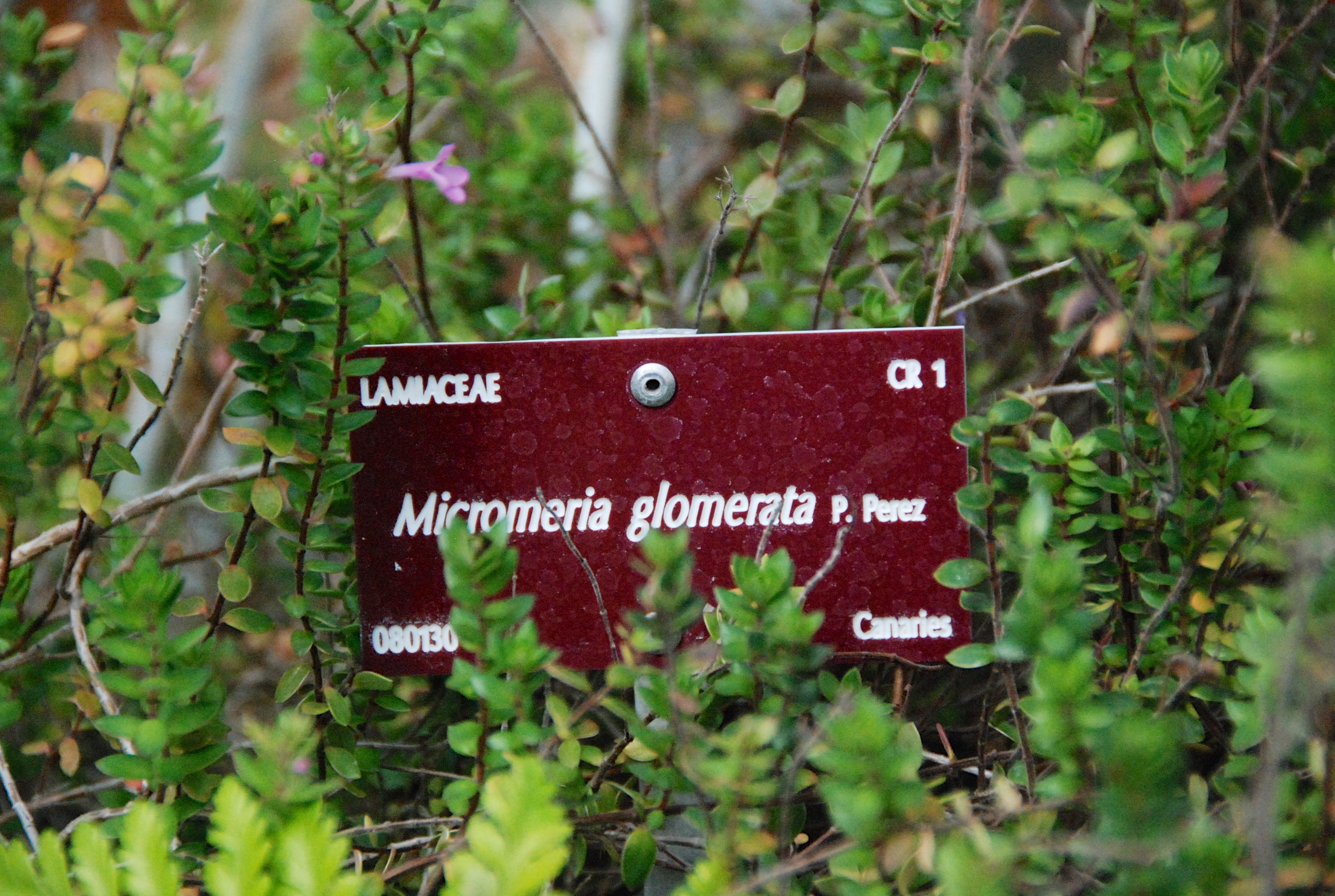
Etiqueta de la especie en el Conservatorio Botánico de Brest

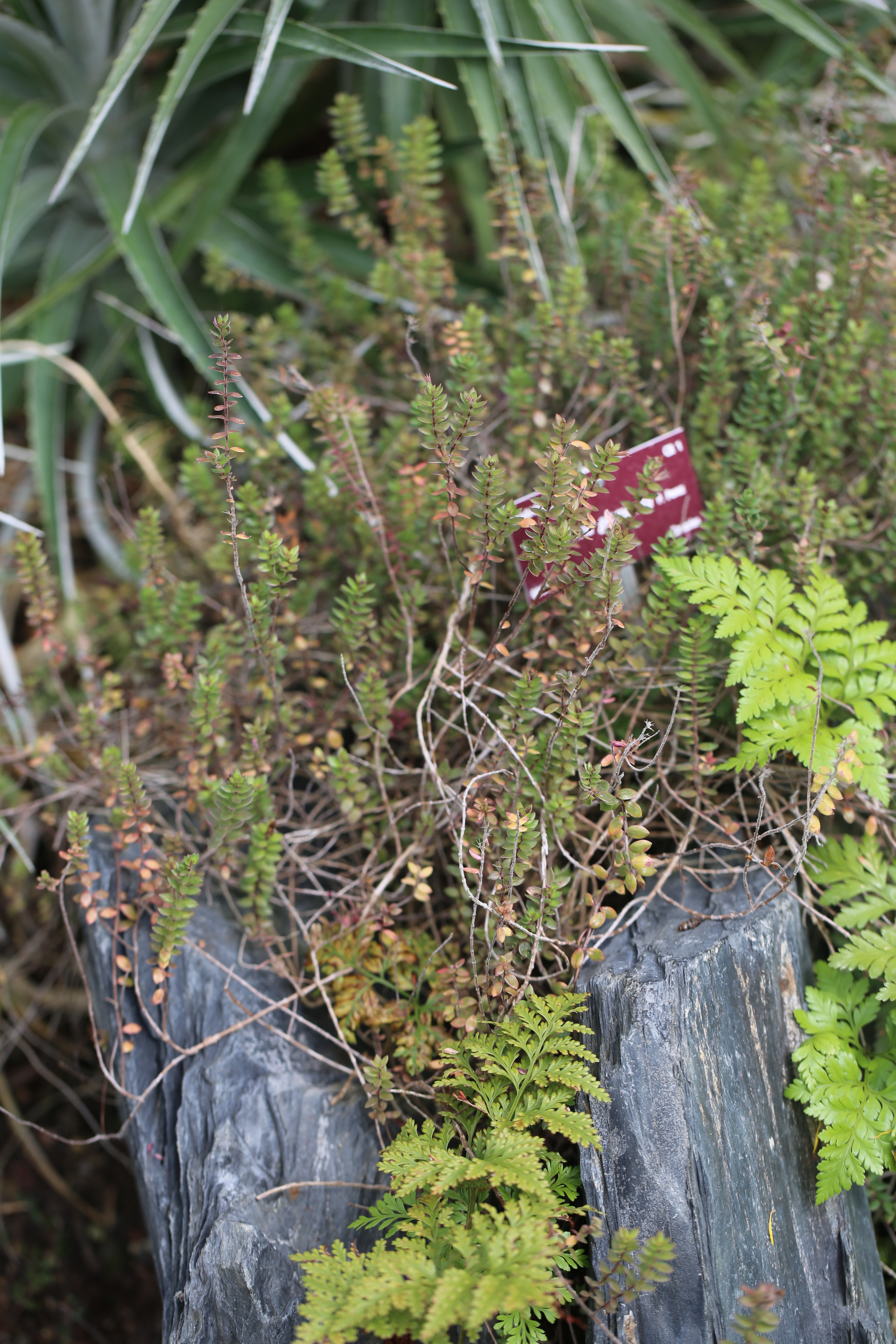
Micromeria glomerata en una reconstrucción de su hábitat natural, entre dos rocas

Dentro del género Micromeria, Micromeria glomerata es una de las dos especies clasificadas en peligro crítico de extinción por la UICN, la otra es Micromeria rivas-martinezii. La erosión de su paleo-isla original ha disminuido el nicho ecológico disponible en el tiempo. En 1996, los especímenes estaban amenazados por las actividades humanas, como la caza o el pastoreo, que limitan su expansión. Se ha propuesto una propagación de la especie en jardines botánicos para asegurar su conservación. En 2010, los esfuerzos se centraron en el almacenamiento de la planta en un banco de germoplasma y la eliminación de vestigios de pastoreo en la región de Anaga.
El informe de la UICN de 2013 señala que los sitios donde se encuentra suelen ser inaccesibles. La depredación de conejos y cabras puede limitar la expansión. Los fenómenos de hibridación con Micromeria varia han sido reportados como una amenaza para esta especie. Este suceso probablemente esté relacionado con la corta distancia genética entre las dos especies.
Desde 2008, la especie se cultiva en invernaderos tropicales correspondientes a las islas oceánicas subtropicales del clima del Conservatorio Botánico de Brest, siguiendo la misión del señor Yves Brien en las islas Canarias.

## Usos
Esta planta tiene un interés comercial como ornamento para las fronteras rocosas, y por sus cualidades culinarias, también se usa como planta aromática. Es posible que su uso como planta medicinal haya contribuido a la rarificación, aunque esto es más incierto que para la Micromeria rivas-martinezii.